# Леснічувка (гміна Руда Гута)
Леснічувка (пол. Leśniczówka) — село в Польщі, у гміні Руда Гута Холмського повіту Люблінського воєводства.
Населення — 294 особи (2011).
У 1975-1998 роках село належало до Холмського воєводства.

## Демографія
Демографічна структура станом на 31 березня 2011 року:
|          | Загалом | Допрацездатний вік | Працездатний вік | Постпрацездатний вік |
| -------- | ------- | ------------------ | ---------------- | -------------------- |
| Чоловіки | 152     | 50                 | 94               | 8                    |
| Жінки    | 142     | 30                 | 82               | 30                   |
| Разом    | 294     | 80                 | 176              | 38                   |